# 鷹ノ巣山 (竹原市)
鷹ノ巣山（たかのすやま）は、広島県竹原市吉名町にある山。標高428.1m。

## 概要
現在、奥山を守る会で管理されている。吉名村第三代村長の長谷多嘉助が、この山を吉名村のものと定めることによって、吉名村を拡大させた。山頂からの眺めは絶景である。